# OM Ursus
Pour les articles homonymes, voir Ursus (homonymie).
L'OM Ursus est un camion lourd à capot fabriqué par le constructeur italien OM de 1937 à 1945.
La société OM (Officine Meccaniche) de Milan fut rachetée par Fiat en 1933. Peu avant l'entrée en guerre, l'usine OM lança deux camions propulsés par un moteur à injection : l'un moyen, le Taurus, et l'autre lourd, l'Ursus. Ils avaient le même aspect extérieur, leurs dimensions mises à part. 
Le Taurus sera le plus produit des deux, puisqu'il resta sur les lignes de fabrication pendant près de 10 ans. Il sera même produit avec un moteur à essence entre 1940 et 1944. Il fut considéré comme l'un des meilleurs camions de type unifié produit pour l'armée italienne, se démontrant particulièrement bien adapté sur le front d'Afrique du Nord. 
L'Ursus ne sera produit en version civile qu'à partir de 1937, avec un moteur diesel ou essence. La production du modèle militaire ne dura que trois ans, de 1940 à 1942 inclus.
En 1944, l'OM Taurus fut décliné en tracteur semi-remorque, avec la remorque Orlando, pour la Wehrmacht. Par ailleurs, l'armée allemande fit l'acquisition de 2 305 camions Taurus entre janvier 1944 et janvier 1945. 
Après la fin de la Seconde Guerre mondiale, il sera encore construit pour l'armée italienne et fut envoyé en Somalie, en 1950, avec le "Corpo di Sicurezza Italiano".

## Caractéristiques techniques de l'OM Ursus
- Moteur :  OM - 6 cylindres diesel de 7 980 cm3,
- Puissance :  100 ch à 2 100 tr/min,
- Vitesse maximale : 52 km/h,
- Poids à vide : 5 600 kg - PTC : 12 000 kg
- Autonomie : 480 km sur route,